# Lago Issyk-Kul

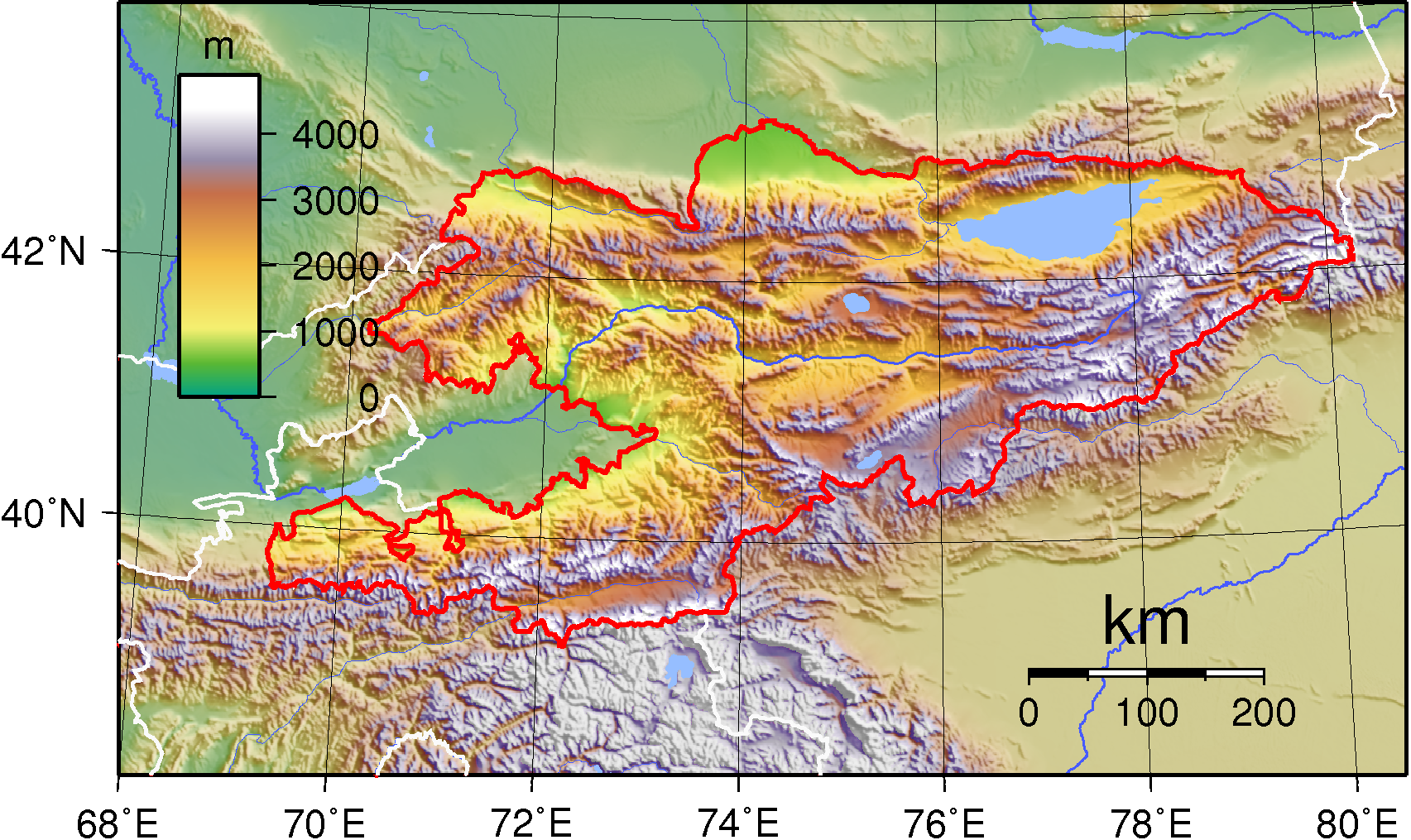
Lago Issyk-Kul ao nordeste do Quirguistão.

Issyk-Kul (ou Ysykköl, Ysyk Köl, Issyk-Kol: em quirguiz:  Ысык - Көл; em russo:  Иссык-Куль) é um grande lago endorreico e salgado da Ásia Central, localizado no leste do Quirguistão, na parte norte das montanhas Tian Shan. É o 10.º maior lago do mundo em volume e o maior lago salgado após o mar Cáspio. Embora rodeado por altas montanhas, nunca congela, e daí o seu nome que significa "lago quente" na língua quirguiz.

## Ligações externas

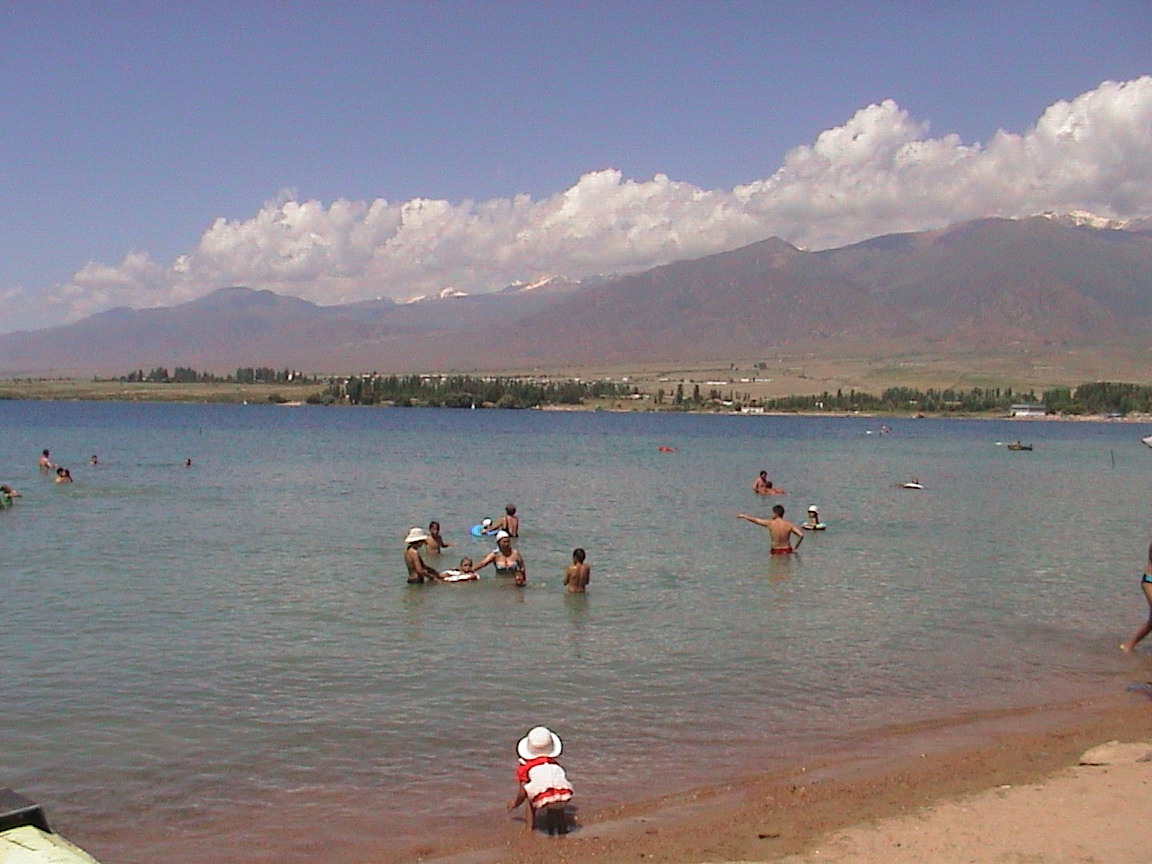
Praia no Lago Issyk-Kul